# カンムリバト属
カンムリバト属（カンムリバトぞく、Goura）は、鳥綱ハト目ハト科に属する属。本属のみでカンムリバト亜科を形成する。

## 分布
インドネシア（サラワティ島、ニューギニア島、バタンタ島、ビアク島、ミソール島、ヤーペン島、ワイゲオ島）、パプアニューギニア（ニューギニア島）

## 形態
全長66-79cm。頭頂には扇状に羽毛が伸長（冠羽）する。尾羽は16枚。全身は青みがかった灰色の羽毛で覆われる。雌雄同色。

## 分類
- Goura cristata　カンムリバト　Western crowned-pigeon
- Goura sheepmakeri　ムネアカカンムリバト　Southern crowned-pigeon
- Goura victoria　オウギバト　Victoria crowned-pigeon

## 生態
低地の森林に生息する。ペアもしくは小規模の群れを形成し生活する。
食性は主に植物食で、果実、種子などを食べる。地表で採食を行う。
繁殖形態は卵生。樹上に木の枝やヤシの葉などを組み合わせた皿状の巣を作り、1回に1個の卵を産む。

## 人間との関係
生息地では羽毛が装飾品とされたり、食用とされることがある。
開発による生息地の破壊、食用や羽毛目的、ペット用の乱獲などにより生息数が減少している種もいる。法的に保護の対象とされ、捕獲は禁止されているが密猟されることがある。

## 画像

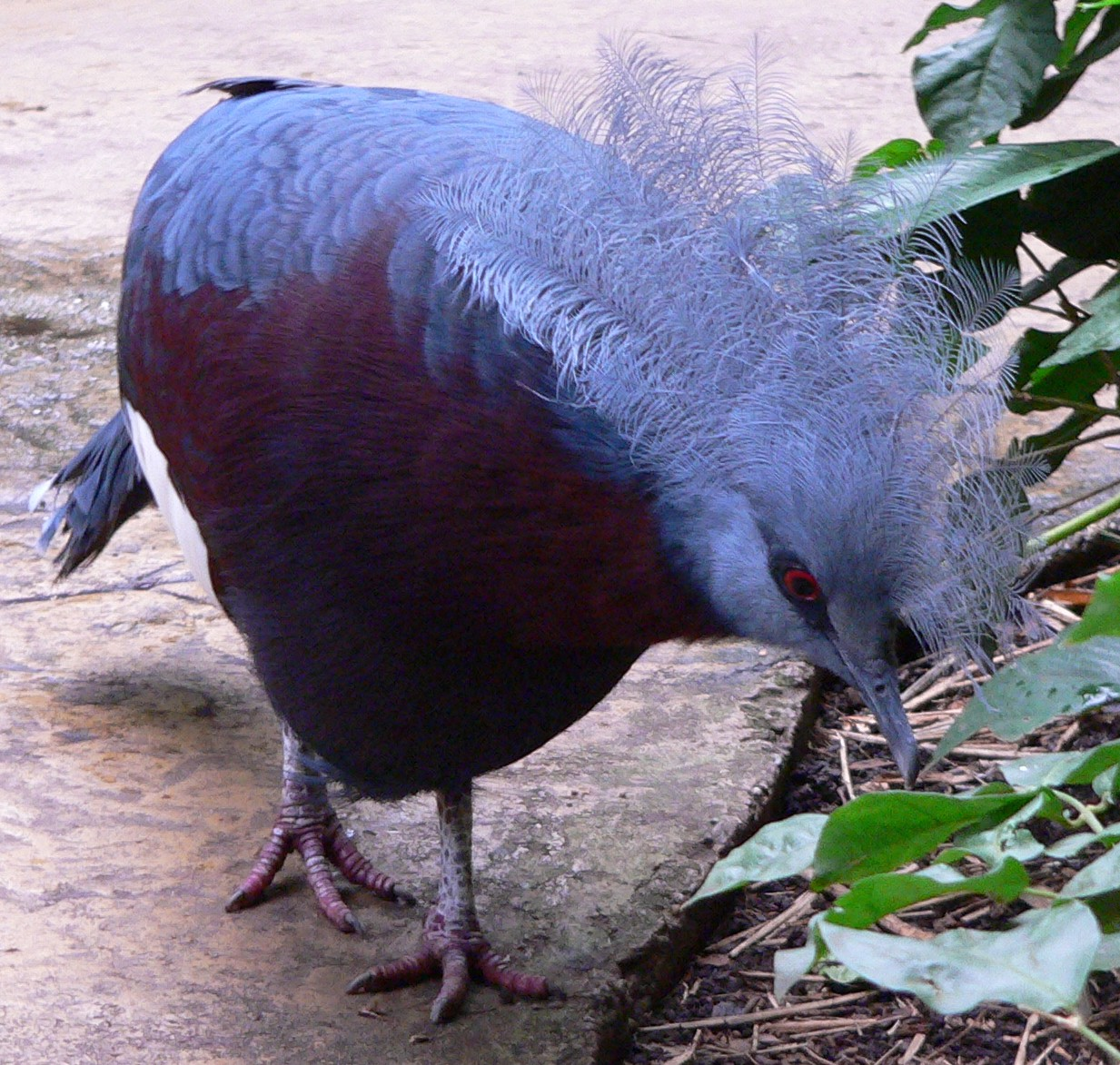
ムネアカカンムリバト G. sheepmakeri
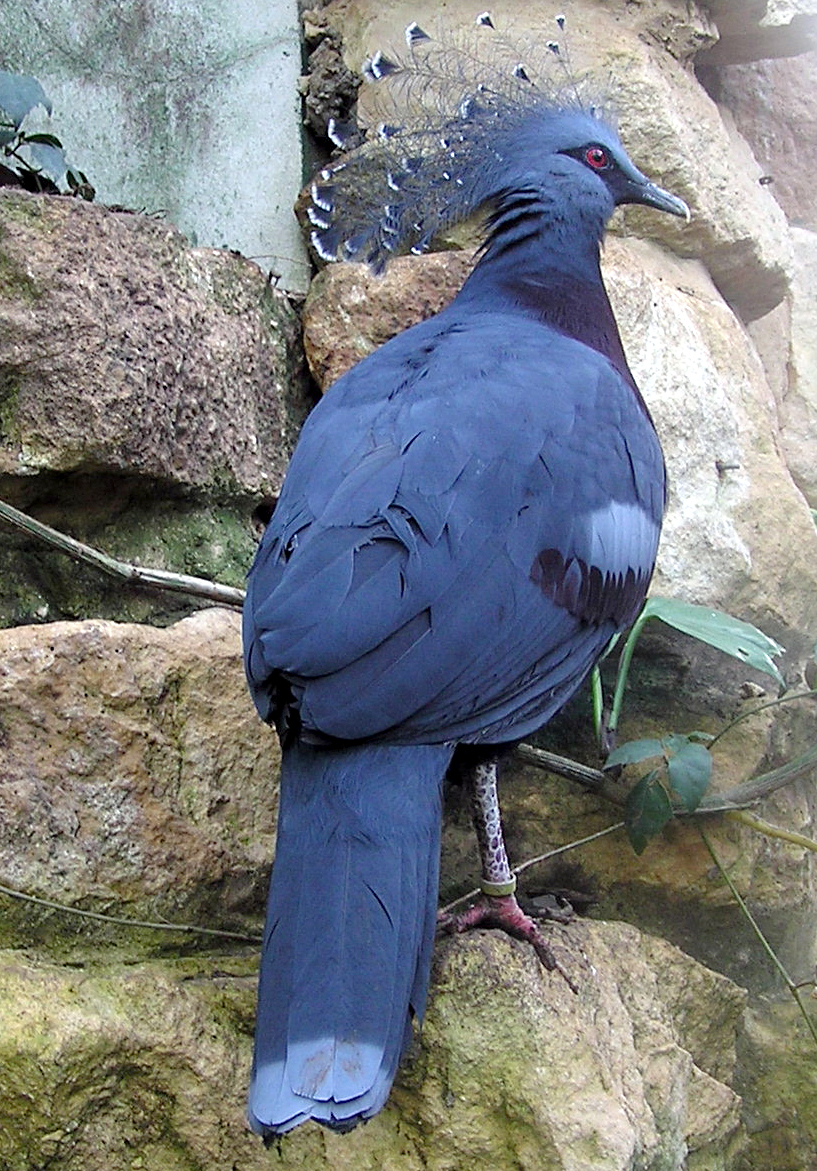
オウギバト G. victoria